# Rede Wladimir Putins auf der Waldai-Konferenz in Moskau 2022

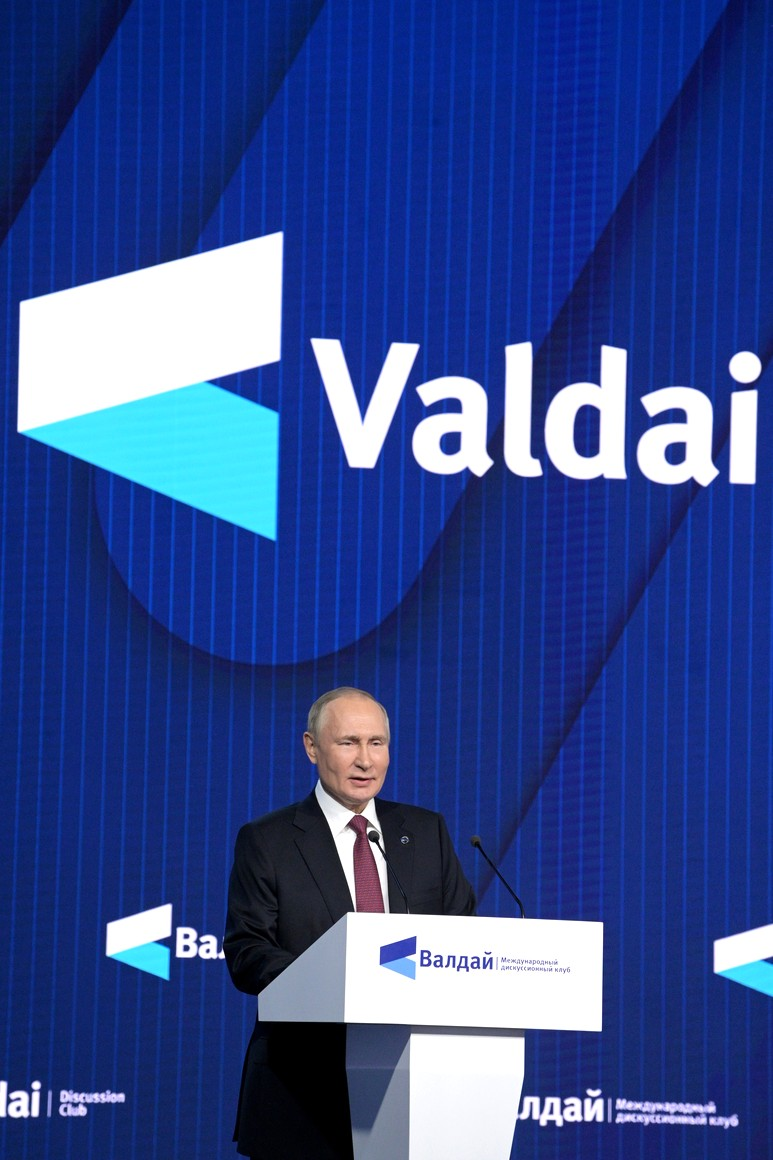
Wladimir Putin (27. Oktober 2022) im Waldai-Klub

Am 27. Oktober 2022 hielt der russische Präsident Wladimir Putin auf der 19. Konferenz des Waldai-Klubs in Moskau eine längere Ansprache, in dieser Rede erläuterte Putin seine Vision einer neuen internationalen Ordnung, die auf Multipolarität beruht und nicht auf einer unipolaren Ordnung, die seiner Meinung nach von den Vereinigten Staaten und dem Westen beherrscht werde. Dem Westen drohte Putin mit „Wirbelsturm“.
Das Thema der Waldai-Konferenz lautete: „Eine posthegemoniale Welt: Gerechtigkeit und Sicherheit für alle“ (russisch Постгегемонистский мир: справедливость и безопасность для всех, engl. A Post-Hegemonic World: Justice and Security for Everyone). Den Vorsitz des Panels führte Fjodor Lukjanow, Chefredakteur von Russia in Global Affairs.
Putin verlor in seiner Rede fast kein Wort über die Ukraine - er stigmatisierte stattdessen den Westen. Eine Kernaussagen Putins war: Der Sturz Janukowytschs führte am Ende zum Russischen Überfall auf die Ukraine. Er habe „etwas machen müssen mit dem Donbass“ und für die Anerkennung sei eine Spezialoperation nötig gewesen.
Die Aufregung um Atomwaffen, so Putin, ginge nur vom Westen aus, der nach zusätzlichen Argumenten suche, um Russland zu konfrontieren und seine Verbündeten und neutralen Länder zu beeinflussen. Russland, betonte Putin, antworte doch seinerseits nur mit „Andeutungen“. Putin räumte ein, dass es wirtschaftliche Verluste gebe aber es gebe „riesige Akquisitionen“ und er sei auf lange Sicht überzeugt, sei dies zum Wohle Russlands und seiner Zukunft. Auch der Rückzug der ausländischen Unternehmen sei positiv.
Der Moderator Lukjanow fragte Putin, ob die Ukraine militärisch unterschätzt worden sei, worauf Putin antwortete, dass die Ukraine ständig Befestigungen gebaut habe und darum ein Zuwarten für Russland nochmals „eine völlig andere Situation“ ergeben hätte.
Lukjanow fragte Putin nach dem Argumentarium, wonach er Russen und Ukrainer immer noch als ein Volk betrachte. Nach einem langen Geschichtsexkurs Putins bat Lukyanov um Klärung: Ob es wirklich so sei, dass man einen Bürgerkrieg zwischen Teilen eines Volkes habe? Putin stimmte dieser Aussage „zum Teil“ zu. Zur Frage nach dem Plan, nach dem angeblich alles laufe, sagte Putin: „Es gab nur einen Plan - den Menschen zu helfen, die im Donbas leben“, dies, so die BBC, ohne ein Wort über die Aktionen der russischen Armee in den weiteren von Russland besetzten Regionen zu verlieren.
Der russische Präsident wiederholte in seiner Rede teilweise die gleichen Aussagen, die er seit mindestens dem 24. Februar (dem Anfang des russischen Angriffs auf die Ukraine) in jeder Rede gemacht hat, mit leichten Änderungen. Die meisten seiner Aussagen erinnern an die Rede Putins auf der 43. Münchner Konferenz für Sicherheitspolitik 2007. Putin wiederholte damit mindestens 10 Falschaussagen, darunter den Mythos von einer amerikanischen Finanzierung des Euromaidan, sowie die unglaubwürdige Gegen-Aussage, dass Russland im Ausland niemanden unterstützen würde. Etwas weniger bekannt war die Behauptung Putins, der Westen habe den tschetschenischen Separatismus unterstützt. Er unterstellte sodann Leonid Kutschma, davon ausgegangen zu sein, dass die Minsker Vereinbarungen niemals umgesetzt würden, aber dieser hatte im Gegenteil bemerkt, dass eben genau die Unterschrift Putins darunter fehle, was doch nur den Unwillen Putins zeige, diese Vereinbarung einzuhalten. Putin behauptete weiter, im Westen würde die russische Kultur verboten und verglich dies mit den Bücherverbrennungen der Nazis. Nach der Meinung Putins würde der Westen von fremden Staaten verlangen, mehr als zwei Geschlechter anzuerkennen, ohnehin sei der Westen nicht imstande, die vermeintlichen „gemeinsamen uralten Wurzeln“ mit ‚Russland‘ zu sehen, welche laut The Insider eben auch tatsächlich nicht existierten. Schließlich sprach Putin auch von einer angeblichen Goldenen Milliarde, dies eine Verschwörungstheorie über die Macht des Großkapitals.